# 三菱・エンゲルベルクツアラー
エンゲルベルクツアラー（ENGELBERG TOURER ）は、三菱自動車工業が製作したコンセプトカーである。

## 概要
アウトランダーPHEVで培った技術を昇華させた電動SUVコンセプトとして、2019年のジュネーヴモーターショーにてワールドプレミア。その後、同年開催の第46回東京モーターショーでも披露された。
大容量の駆動用バッテリーを車両中央フロア下に搭載し、高出力・高効率モーターをフロントとリヤに搭載したツインモーター方式としながらも、PHEVシステムの小型化とレイアウトの最適化により、広大な室内空間を確保した3列シートパッケージを可能とした。
尚、このデザインコンセプトは「BOLD STRIDE（ボールド・ストライド）」として4代目（日本の場合は3代目）アウトランダーに色濃く反映されることとなった。